# Mies (Vorname)
Mies ist ein weiblicher und männlicher Vorname.

## Herkunft und Bedeutung
Der Name ist die niederländische Verkleinerungsform von Maria oder Bartholomeus.
Varianten sind unter anderem Marieke, Mariëlle, Mariëtte, Marijke, Marike, Mariska, Marita, Meike, Mia, Mieke, Miep, Maaike, Ria und Jette.

## Bekannte Namensträger
- Mies Bouwman (1929–2018), niederländische Fernsehmoderatorin